# Nuno Capucho
Nuno Fernando Gonçalves da Rocha (né le 21 février 1972 à Barcelos), plus connu sous le nom de Nuno Capucho, est un joueur de football international portugais, qui jouait au poste d'ailier.

## Biographie
Grand dribbleur, doté d'une excellente technique, et buteur, il participe également aux tâches défensives, notamment par ses tacles.
Il commence sa carrière en 1990 au Gil Vicente Futebol Clube, et la termine en 2005 au Celta Vigo. Il passe six saisons dans le club du FC Porto.
Nuno Capucho reçoit 34 sélections en équipe du Portugal entre 1996 et 2002.
Il participe à l'Euro 2000 puis à la Coupe du monde 2002 avec le Portugal.

## Carrière
- 1990-1992 :  Gil Vicente
- 1992-1995 :  Sporting CP
- 1995-1997 :  Vitória Guimarães
- 1997-2003 :  FC Porto
- 2003-2004 :  Glasgow Rangers
- 2004-2005 :  Celta Vigo[2],[3]

## Palmarès
- 34 sélections et 2 buts en équipe du Portugal entre 1996 et 2002
- Vainqueur de la Coupe du monde des moins de 20 ans en 1991
- Champion du Portugal en 1998, 1999 et 2003
- Vainqueur de la Coupe du Portugal en 1995, 1998, 2000, 2001 et 2003
- Vainqueur de la Supercoupe du Portugal en 1997, 1998, 1999, 2000 et 2002
- Vainqueur de la Coupe de l'UEFA en 2003

## Statistiques
- 45 matchs et 3 buts en Ligue des Champions
- 34 matchs et 1 but en Coupe de l'UEFA
- 368 matchs et 60 buts en 1re division portugaise
- 22 matchs et 5 buts en 1re division écossaise
- 19 matchs et 0 but en 2e division espagnole